# Lingbo
Lingbo è un'area urbana della Svezia situata nel comune di Ockelbo, contea di Gävleborg.
La popolazione rilevata nel censimento 2010 era di 429 abitanti .